# Jaël

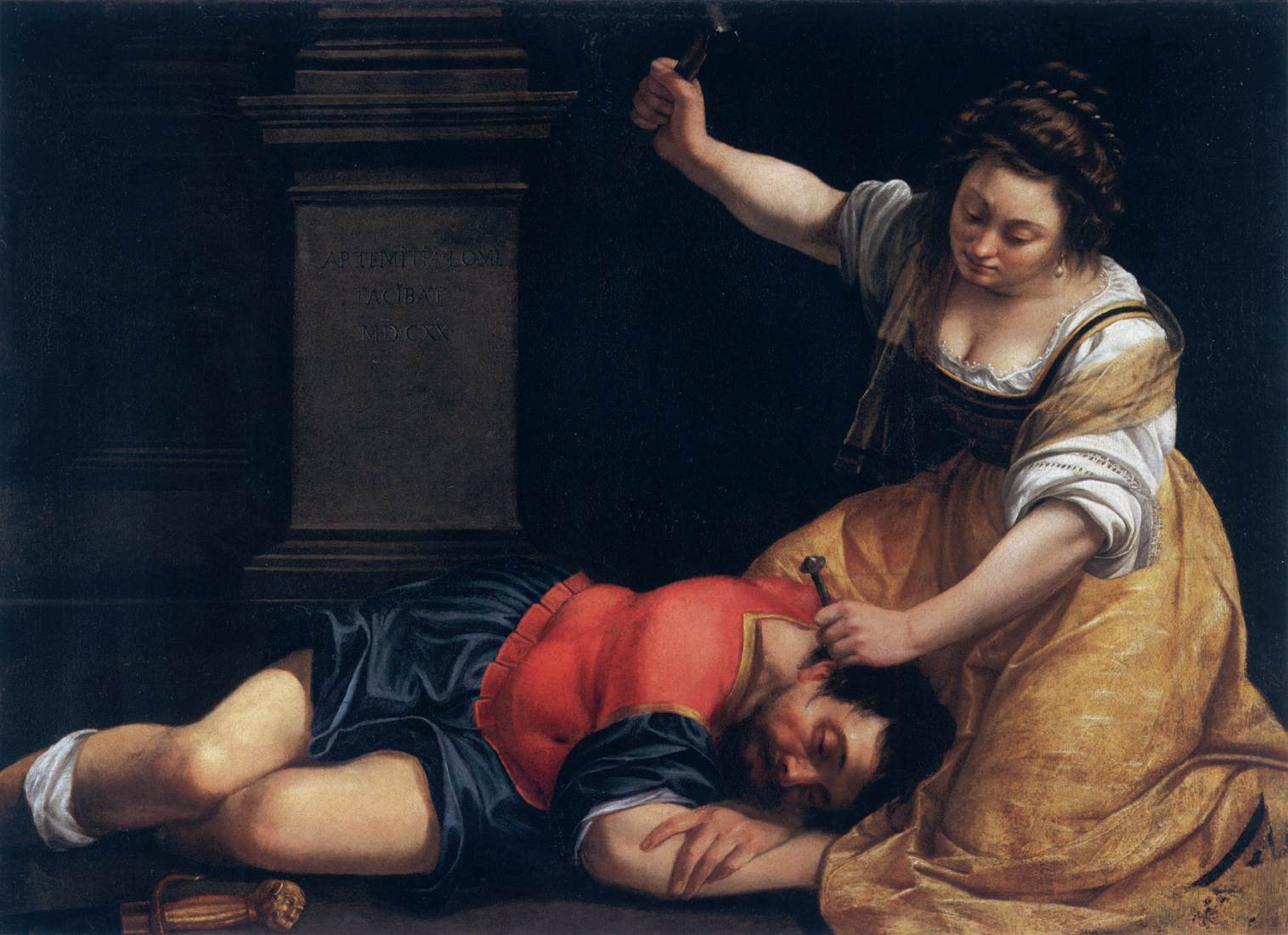
Jaël en Sisera - Artemisia Gentileschi

Jaël, יעל (ook wel geschreven als Yaël, Yael, Jael, Jaeli of Yaeli) is een Hebreeuwse naam met de betekenis steenbok of klipgeit.
In het Arabisch komt de woordvorm Jael, جال (ya'al), voor met de betekenis "Hij/zij die opstijgt". Dit is ook de Bijbelse betekenis van de naam Jael.

## Jaël in de Bijbel
Jaël was volgens Richteren 4 de echtgenote van Cheber. 
Koning Jabin van Kanaän en zijn legeraanvoerder Sisera hadden de Israëlieten twintig jaar onderdrukt. De richter en profetes Debora trok tegen hen ten strijde. Het leger van Sisera werd verslagen. Sisera zocht een toevlucht in de tent van Jael. Toen hij daar in slaap was gevallen, sloeg Jael hem met een tentharing door de slapen.
Volgens de joodse traditie was Jaël een bekeerling tot het jodendom.

## Bron
- Kjirsten Youngberg, 2012. Sacred baby names. Utah: Plain Sight Publishing.